# وينفريد كينغستون
وينفريد كينغستون (بالإنجليزية: Winifred Kingston)‏ هي ممثلة بريطانية (وحملت سابقاً جنسية المملكة المتحدة لبريطانيا العظمى وأيرلندا)، ولدت في 11 نوفمبر 1894 بلندن في المملكة المتحدة، وتوفيت في 3 فبراير 1967 في الولايات المتحدة.

## وصلات خارجية
- وينفريد كينغستون على موقع IMDb (الإنجليزية)
- وينفريد كينغستون على موقع أول موفي (الإنجليزية)
- وينفريد كينغستون على موقع قاعدة بيانات برودواي على الإنترنت (الإنجليزية)
- وينفريد كينغستون على موقع قاعدة بيانات الأفلام السويدية (السويدية)
- وينفريد كينغستون على موقع قاعدة بيانات الفيلم (الإنجليزية)